# Монти Блю
Монти Блю (настоящее имя и фамилия — Джерард Блюфезер Монтгомери) (англ. Monte Blue; 11 января 1887, Индианаполис, штат Индиана — 18 февраля 1963, Милуоки, штат Висконсин, США) — американский актёр кино и телевидения.

## Биография
Родился в смешанной семье ирландки и отца французско-индейско-индийского происхождения. После смерти отца рано остался сиротой и воспитывался в детском доме. Образование получил в Университете Пердью в Уэст-Лафейетте. Увлекался и играл в футбол, работал пожарным, железнодорожным рабочим, шахтёром, ковбоем на ранчо, цирковым наездником, лесорубом и подёнщиком. Имел 1,91 м роста.
Артистическую карьеру начал в эпоху немого кино в 1915 году, был каскадёром и статистом, позже играл главные роли романтических героев, позже — хар́актерных персонажей. В 1918 году совместно с Мэри Пикфорд и Джоан Марш выпустил агитационную короткометражку «Стопроцентные американцы».
За свою жизнь с 1915 по 1960 год снялся в более, чем 290 кино- и телефильмах.
Умер от сердечного приступа, вызванного осложнениями от гриппа.
За большой вклад в развитие кино Монти Блю 8 февраля 1960 года был отмечен звездой на Голливудской «Аллее славы».

## Избранная фильмография
- Рождение нации (1915)
- Мученики Аламо, или Рождение Техаса (1915)
- Нетерпимость (1916)
- Дьявольская игла (1916)
- Хочу жениться (1916)
- Дикий и дремучий (1917)
- M’Liss (1918)
- Вербовка Джоанны (1918)
- The Romance of Tarzan (1918)
- The Squaw Man (1918)
- Похищение невесты (1919)
- Над чем стоит задуматься (1920)
- Дело Анатоля (1921)
- Сиротки бури (1921)
- Peacock Alley (1921)
- Broadway Rose (1922)
- Brass (1923)
- Main Street (1923)
- Loving Lies (1924)
- Дочери удовольствий (1924)
- Брачный круг (1924)
- Mademoiselle Midnight (1924)
- Целуй меня снова (1925)
- Red Hot Tires (1925)
- Это тоже Париж (1926)
- Across the Pacific (1926)
- Горькие яблоки (1927)
- Белые тени южных морей (1928)
- Представление представлений (1929)
- Тигровая роза (1929)
- Isle of Escape (1930)
- Офицер тринадцать (1932)
- Слышимый гром (1933)
- Захватчик (1933)
- Колеса фургонов (1934)
- Студенческий тур (1934)
- Джимены (1935)
- Тест (1935)
- Жизнь бенгальского улана (1935)
- Золотая пустыня (1936)
- Мария Шотландская (1936)
- Подводное королевство (1936)
- Едь, рейджер, едь (1936)
- Человек с равнины (1936)
- Песня гринго (1936)
- Загубленные в море (1937)
- Секретный агент X-9 (1937)
- Изгнанники Покер-Флета (1937)
- Высокий, широкоплечий и красивый (1937)
- Громовая тропа (1937)
- Девичьи страдания (1937)
- Адский городок (1937)
- Большое радиовещание в 1938 году (1938)
- Ночной клуб Коконат (1938)
- Великие приключения дикого Билла Хичкока (1938)
- Порождение севера (1938)
- Загадочный наездник (1938)
- Король Алькатраса (1938)
- Дикий ястреб (1938)
- Пони-экспресс (1939)
- Хуарес (1939)
- Юнион Пасифик (1939)
- Джеронимо (1939)
- Дни Джесси Джеймса (1939)
- Дорога в Сингапур (1940)
- Покоритель таинственного моря (1940)
- Северо-западная конная полиция (1940)
- Молодой Бил Хикок (1940)
- Техасские рейнджеры снова в седле (1940)
- Всадники Долины смерти (1941)
- Рассвет в Вайоминге (1941)
- Плохой человек из мертвого леса (1941)
- Король техасских рейнджеров (1941)
- Город Нью-Йорк (1941)
- Странствия Салливана (1941)
- Невероятный Эндрю (1942)
- Пожнешь бурю (1942)
- Моя любимая блондинка (1942)
- Леди Великого человека (1942)
- Лесной рейнджер (1942)
- Я женился на ведьме (1942)
- Приключения в Палм-Бич (1942)
- Скрытая рука (1942)
- Дорога в Марокко (1942)
- Касабланка (1942)
- Across the Pacific (1942)
- Разделяй и властвуй (1943)
- Трудный путь (1943)
- Край тьмы (1943)
- Миссия в Москву (1943)
- Пилот номер 5 (1943)
- Благодари судьбу (1943)
- Северная погоня (1943)
- Конспираторы (1944)
- Ки-Ларго (1948)
- Убийство (1949)
- Флэкси Мартин (1949)
- Апачи (1954)